# 宋存標
宋存標（？—？），字子建，號秋士，別署蒹葭秋士，直隸松江府華亭縣人，清朝作家。

## 生平
崇禎十五年（1642年）壬午科副榜貢生，南明候補翰林院孔目，入清不仕。陳子龍將宋存標與宋徵輿、宋徵璧三兄弟並稱“雲間三宋”。

## 著作
著有《史疑》、《戰國策本論》、《秋士香詞》等。

## 家族
祖父宋堯武；父宋懋韶。弟宋徵璧，從弟宋敬輿、宋徵輿。子宋思玉。